# Mr Brown (téléfilm)
Pour les articles homonymes, voir Mr Brown (homonymie) et Brown.
Pour plus de détails, voir Fiche technique et Distribution.
Mr Brown (The Secret Adversary) est un téléfilm britannique réalisé par Tony Wharmby, diffusé le 9 octobre 1983 sur ITV au Royaume-Uni. Il est adapté du roman Mr Brown d'Agatha Christie, mettant en scène Tommy et Tuppence Beresford. Le téléfilm est le pilote de la série britannique Le crime est notre affaire (Agatha Christie's Partners in Crime).

## Fiche technique
- Titre original : The Secret Adversary
- Titre français : Mr Brown
- Réalisation : Tony Wharmby
- Scénario : Pat Sandys, d'après le roman Mr Brown d'Agatha Christie.
- Décors : Bryan Bagge et James Dillon
- Photographie : Mike Humphreys
- Costumes : Penny Lowe
- Montage : Ray Helm
- Musique : Joseph Horovitz
- Production : Jack Williams
- Production associée : Ron Fry
- Société de production : London Weekend Television (LWT)
- Société de distribution : ITV (Royaume-Uni)
- Pays d’origine : Royaume-Uni
- Langue originale : anglais
- Format : couleur — 1,33:1 — Mono
- Genre : Téléfilm policier
- Durée : 120 minutes
- Dates de sortie :
  -  Royaume-Uni : 9 octobre 1983

## Distribution
- James Warwick : Tommy Beresford
- Francesca Annis : Tuppence Cowley
- George Baker : Whittington
- Gavan O'Herlihy : Julius P. Hersheimmer
- Peter Barkworth : Mr. Carter
- Honor Blackman : Rita Vandemeyer
- Donald Houston : Boris
- Toria Fuller : Jane Finn / Annette
- Alec McCowen : Sir James Peele Edgerton
- John Fraser : Kramenin
- Joseph Brady : Dr Hall
- Wolf Kahler : L'allemand
- Reece Dinsdale : Albert
- Peter Lovstrom : Henry
- Matthew Scurfield : Conrad
- Holly Watson : Enfant sur la plage
- Phyllida Hewat : Femme dans le magasin de thé
- James Walker : 1er grefier
- Mike Elles : 2e grefier
- Gabrielle Blunt : Annie
- Norman Hartley : Fleuriste
- Roger Ostime : Réceptionniste de l'Hôtel Ritz
- Nicholas Geake : Watson
- Simon Watkins : Homme à Astley Priors
- Steve Fletcher : le jeune messager

## Production
Toujours sous la production de London Weekend Television, James Warwick et Francesca Annis reprennent leurs rôles de Tommy et Tuppence Beresford dans dix épisodes formant une unique saison. La suite de la série commence une semaine après la diffusion de ce téléfilm.